# Зайчук, Владислав Леонидович
Владисла́в Леони́дович Зайчу́к (укр. Владислав Леонідович Зайчук; 15 ноября 1980, Макеевка, Донецкая область) — украинский футболист, полузащитник.

## Биография
В 1997 году попал в макеевский «Шахтёр», клуб выступал в Первой лиге Украины. В команде дебютировал 14 ноября 1997 года в домашнем матче против «Буковины» (1:2), Зайчук вышел на 74 минуте вместо Виктора Дьяка. В 1999 году выступал за донецкий «Шахтёр-2», в команде провёл 3 матча.
С 1999 года по 2002 год выступал за клуб Второй лиги Украины — «Машиностроитель» из Дружковки. Зайчук сыграл 51 матч и забил 4 гола. Затем провёл полгода в «Электроне» из Ромн.
Летом 2003 года перешёл в харьковский «Арсенал», по приглашению тренера Владимира Пархоменко. В сезоне 2003/04 также провёл 5 матчей и забил 2 гола за «Гелиос». За «Арсенал» сыграл 53 матча и забил 6 мячей. Вместе с командой вышел в Высшую лигу Украины.
После того как «Арсенал» был преобразован в «Харьков», Зайчук оказался в составе команды, где тренером стал Геннадий Литовченко. В составе команды провёл всего один матч в чемпионате Украины, 23 июля 2005 года против донецкого «Шахтёра» (2:3). В январе 2006 года он был выставлен на трансфер, а затем ему был предоставлен статус свободного агента.
Летом 2006 года оказался в составе клуба «Нефтяник-Укрнефть» из города Ахтырка. В сезоне 2006/07 «Нефтяник» стал победителем Первой лиги и смог выйти в Высшую лигу. В Высшей лиге 2007/08 Зайчук сыграл 17 матчей и забил 1 гол, «Нефтяник» по итогам сезона занял 15 место, обогнав лишь «Закарпатье» вылетел в Первую лигу. Зимой 2009 года побывал на просмотре в криворожском «Кривбассе», но команде не подошёл. В декабре 2017 года покинул «Нефтяник».
Зимой 2018 года присоединился к харьковскому «Гелиосу», где и завершил профессиональную карьеру.

## Достижения
- Победитель Первой лиги Украины: 2006/07
- Серебряный призёр Первой лиги Украины: 2004/05